# Веригіно (Гагарінський район)
Веригіно (рос. Веригино) — присілок Гагарінського району Смоленської області Росії. Входить до складу Баскаковського сільського поселення.
Населення — 27 осіб (2007 рік).